# Żebrowo
Żebrowo (dodatkowa nazwa w j. kaszub. Żebrowò) – osada kaszubska w Polsce, położona na obszarze Borów Tucholskich, w województwie pomorskim, w powiecie kościerskim, w gminie Karsin. Osada wchodzi w skład sołectwa Bąk.
W latach 1975–1998 miejscowość administracyjnie należała do województwa gdańskiego.